# Великополка
Великополка — река в России, протекает по Верхнекамскому району Кировской области. Устье реки находится в 8 км от устья Малого Созима по левому берегу. Длина реки составляет 12 км.
Исток реки на Верхнекамской возвышенности в 13 км к северо-востоку от посёлка Созимский. Генеральное направление течения — запад. Всё течение проходит по ненаселённому лесному массиву. Впадает в водохранилище на реке Малый Созим, известное, как «Созимский пруд», в 5 км к северо-востоку от посёлка Созимский.

## Данные водного реестра
По данным государственного водного реестра России относится к Камскому бассейновому округу, водохозяйственный участок реки — Кама от истока до водомерного поста у села Бондюг, речной подбассейн реки — бассейны притоков Камы до впадения Белой. Речной бассейн реки — Кама.
Код объекта в государственном водном реестре — 10010100112111100000979.